# 中共江苏省委党校

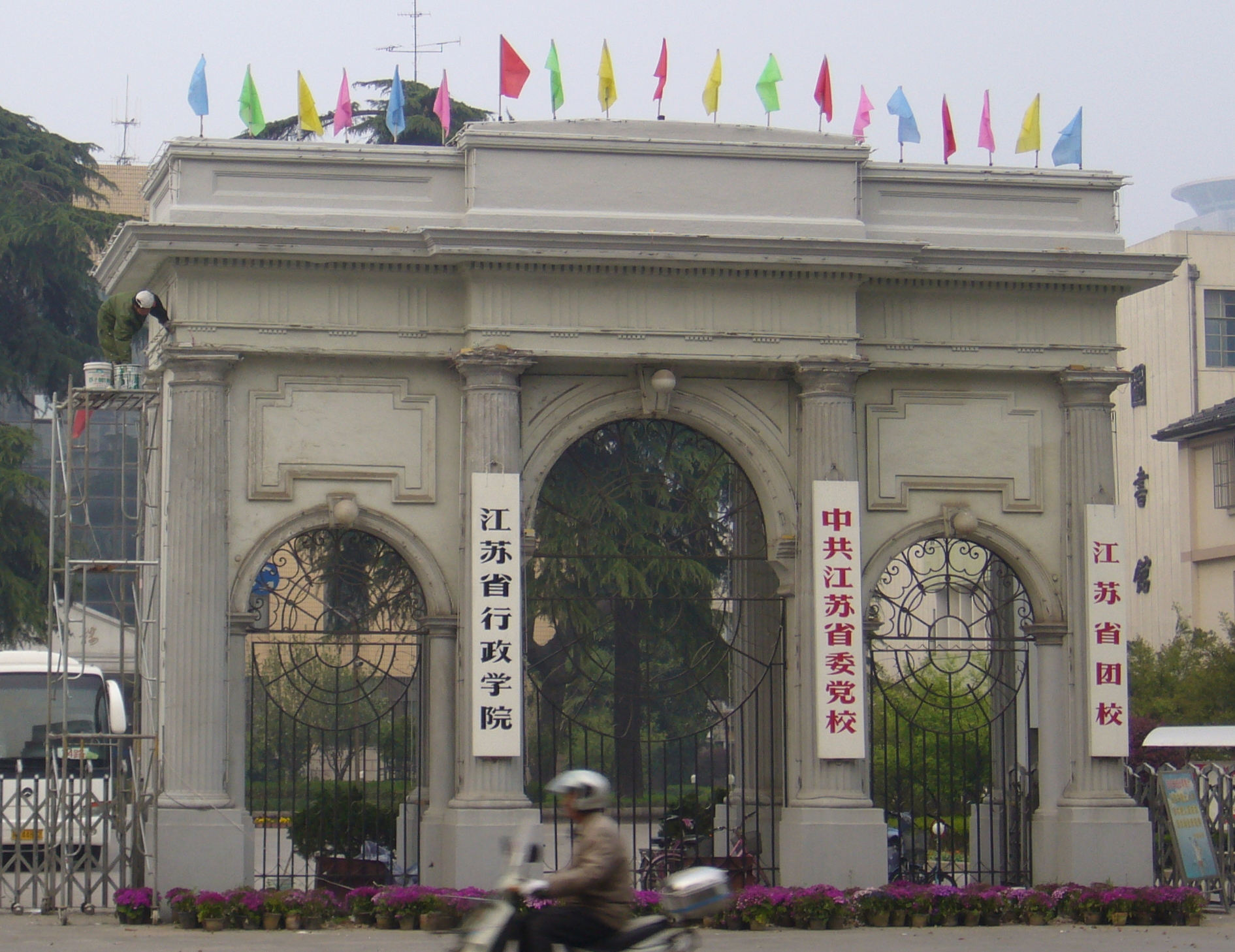
原國立中央政治大學門樓，為國立政治大學南京紅紙廊舊址校門，1953年-2011年期間作為中共江蘇黨校校門

中共江苏省委党校，是中共江苏省委、江苏省政府培养党员干部和公务员的学校，與江苏省行政学院两块牌子一套班子，是江苏省委與省政府的直属工作机构，编制列入中共江苏省委直属事业单位序列。
中共江苏省委党校成立于1953年1月，江苏省行政学院成立于1992年12月。原校址位于南京市建邺路168号的原国立政治大学旧址，校门为南京市文物保护单位。2011年迁址南京市鼓楼区水佐岗49号新校区（原南京工程学院校区）。

## 现任校长
- 沈瑩  中共江苏省委党校校长、江苏省行政学院院长